# Lista de sismos em Portugal
Esta é uma lista de sismos significativos sentidos em Portugal. Ela está escrita por critérios como:
- Intensidade do terramoto no estado.
- Estados onde não houve terramotos, mas tiveram tremores recentemente.
- Danos ou mortes.

| Sismo                               | Data                              | Local                              | Hora local | Magnitude (ML) | N.º de mortos e feridos                 | Notas             |
| ----------------------------------- | --------------------------------- | ---------------------------------- | ---------- | -------------- | --------------------------------------- | ----------------- |
| Sismo de Portugal de 63 a.C.        | 63 a.C. (2 087 anos)              | Sem dados.                         | Sem dados. | Sem dados.     | Sem dados.                              | [ 1 ] [ 2 ]       |
| Sismo de Portugal de 60 a.C.        | 60 a.C. (2 084 anos)              | Sem dados.                         | Sem dados. | Sem dados.     | Sem dados.                              | [ 2 ] [ 3 ]       |
| Sismo de Portugal de 382            | 382 (1 643 anos)                  | Sem dados.                         | Sem dados. | Sem dados.     | Sem dados.                              | [ 1 ] [ 3 ] [ 2 ] |
| Sismo de Portugal de 1033           | 1033 (992 anos)                   | Sem dados.                         | Sem dados. | Sem dados.     | Sem dados.                              | [ 2 ]             |
| Sismo de Lisboa de 1321             | 1321 (704 anos)                   | Lisboa                             | Sem dados. | Sem dados.     | Sem dados.                              | [ 3 ]             |
| Sismo de Lisboa de 1337             | 1337 (688 anos)                   | Lisboa                             | Sem dados. | Sem dados.     | Sem dados.                              |                   |
| Sismo de Lisboa de 1344             | 1344 (681 anos)                   | Lisboa                             | Sem dados. | Sem dados.     | Sem dados.                              | [ 2 ]             |
| Sismo de Lisboa de 1347             | 1347 (678 anos)                   | Lisboa                             | Sem dados. | Sem dados.     | Sem dados.                              |                   |
| Sismo de Lisboa de 1356             | 1356 (669 anos)                   | Lisboa                             | Sem dados. | 8,5            | Sem dados.                              | [ 1 ] [ 3 ] [ 2 ] |
| Sismo de Lisboa de 1512             | 1512 (513 anos)                   | Lisboa                             | Sem dados. | Sem dados.     | Sem dados.                              | [ 3 ]             |
| Sismo da Batalha de 1528            | 1528 (497 anos)                   | Batalha, Alcobaça                  | Sem dados. | Sem dados.     | Sem dados.                              | [ 2 ] [ 4 ]       |
| Sismo de Lisboa de 1531             | 26 de janeiro de 1531 (494 anos)  | Lisboa                             | Sem dados. | 7,0 - 7,5      | 30000 mortos. (em Lisboa)               | [ 3 ] [ 2 ]       |
| Sismo do Algarve de 1587            | 1587 (438 anos)                   | Loulé                              | Sem dados. | Sem dados.     | Sem dados.                              | [ 2 ]             |
| Sismo de Lisboa de 1597             | 1597 (428 anos)                   | Lisboa                             | Sem dados. | Sem dados.     | Sem dados.                              |                   |
| Sismo do Algarve de 1719            | 6 de março de 1719 (306 anos)     | Portimão                           | Sem dados. | ~7             | Sem dados.                              | [ 2 ]             |
| Sismo do Algarve de 1721            | 1721 (304 anos)                   | Algarve                            | Sem dados. | Sem dados.     | Sem dados.                              | [ 3 ]             |
| Sismo do Algarve de 1722            | 27 de dezembro de 1722 (302 anos) | Loulé, Tavira                      | 17:30      | ~7             | Sem dados.                              | [ 2 ]             |
| Sismo de Lisboa de 1724             | 12 de outubro de 1724 (300 anos)  | Lisboa                             | Sem dados. | Sem dados.     | Sem dados.                              | [ 5 ]             |
| Sismo de Lisboa de 1750             | 1750 (275 anos)                   | Lisboa                             | Sem dados. | Sem dados.     | Sem dados.                              |                   |
| Sismo da Torre de Moncorvo de 1751  | 1751 (274 anos)                   | Torre de Moncorvo                  | Sem dados. | 4              | Sem dados.                              | [ 2 ] [ 6 ]       |
| Sismo de Lisboa de 1755             | 1 de novembro de 1755 (269 anos)  | Lisboa, Setúbal, Algarve, Marrocos | 09:30      | 8,7 - 9        | Entre 10000 e 90000 mortos. (em Lisboa) | [ 1 ] [ 3 ] [ 2 ] |
| Sismo dos Açores de 1757            | 9 de julho de 1757 (267 anos)     | São Jorge, Açores                  | 02:45      | Sem dados.     | 1500 pessoas. (Estimativa)              |                   |
| Sismo de Braga de 1760              | 14 de dezembro de 1760 (264 anos) | Braga                              | 20:00      | Sem dados.     | Não.                                    | [ 7 ]             |
| Sismo de Lisboa de 1761             | 31 de janeiro de 1761 (264 anos)  | Lisboa                             | 12:00      | 8              | Não.                                    | [ 8 ] [ 1 ] [ 2 ] |
| Sismo de Portugal de 1769           | 1769 (256 anos)                   | Sem dados.                         | Sem dados. | 6,5 - 7,3      | Sem dados.                              | [ 1 ]             |
| Sismo da Terceira de 1801           | 26 de janeiro de 1801 (224 anos)  | Terceira, Açores                   | Sem dados. | Sem dados.     | Sem dados.                              |                   |
| Sismo do Algarve de 1856            | 12 de janeiro de 1856 (169 anos)  | Loulé, Tavira, Faro                | Sem dados. | Sem dados.     | Sem dados.                              | [ 2 ]             |
| Sismo de Portugal de 1858           | 19 de março de 1858 (167 anos)    | Setúbal, Torre de Moncorvo         | Sem dados. | 4.3            | Sem dados.                              | [ 2 ] [ 6 ]       |
| Sismo de Setúbal de 1858 (novembro) | 11 de novembro de 1858 (166 anos) | Setúbal                            | Sem dados. | 7,1            | Sem dados.                              | [ 2 ]             |
| Sismo da Batalha de 1890            | 1890 (135 anos)                   | Batalha, Alcobaça                  | Sem dados. | Sem dados.     | Sem dados.                              | [ 2 ]             |
| Sismo de Benavente de 1909          | 23 de abril de 1909 (116 anos)    | Benavente, Salvaterra de Magos     | 17:40      | 6,0            | 42 mortos. (75 feridos)                 | [ 9 ] [ 2 ]       |
| Sismo da Horta de 1926              | 31 de agosto de 1926 (98 anos)    | Horta, Açores                      | 08:42      | Sem dados.     | 9 mortos.                               |                   |
| Sismo de Portugal de 1962           | 26 de dezembro de 1962 (62 anos)  | Sem dados.                         | 08:58      | 5,7            | Não. (1 ferido)                         | [ 2 ] [ 10 ]      |
| Sismo de Portugal de 1969           | 28 de fevereiro de 1969 (56 anos) | Lisboa, Algarve, Marrocos          | 02:40      | 7,9            | 13 mortos.                              | [ 11 ] [ 2 ]      |
| Sismo dos Açores de 1980            | 1 de janeiro de 1980 (45 anos)    | Açores                             | 16:42      | 6,9            | 73 mortos. (400 feridos)                | [ 12 ] [ 2 ]      |
| Sismo dos Açores de 1998            | 9 de julho de 1998 (26 anos)      | Açores                             | 05:19      | 5,9            | 8 mortos.                               | [ 13 ] [ 14 ]     |
| Sismo de Arraiolos de 1998          | 31 de julho de 1998 (26 anos)     | Arraiolos                          | 10:27      | 4,1            | Não.                                    | [ 2 ]             |
| Sismo da Península Ibérica de 2007  | 12 de fevereiro de 2007 (18 anos) | Algarve                            | 10:35      | 5.8            | Não.                                    |                   |
| Sismo de Portugal de 2009           | 17 de dezembro de 2009 (15 anos)  | Algarve                            | 01:37      | 6,0            | Não.                                    |                   |
| Sismo de Arraiolos de 2018          | 15 de janeiro de 2018 (7 anos)    | Arraiolos                          | 11:51      | 4,9            | Não.                                    | [ 15 ] [ 16 ]     |
| Sismo da Madeira de 2020            | 7 de março de 2020 (5 anos)       | Madeira                            | 20:58      | 5,2            | Não.                                    | [ 17 ]            |
| Sismo de Portugal de 2024           | 26 de agosto de 2024 (8 meses)    | Sines                              | 05:11      | 5,3            | Não.                                    | [ 18 ]            |
| Sismo na Grande Lisboa 2025         | 17 de fevereiro de 2025 (2 meses) | Lisboa                             | 13:24      | 4,7            | Nenhum Ferido                           | [ 19 ]            |